# George Whetstone
George Whetstone (Londra, 1544 – 1587) è stato un drammaturgo inglese.
Nel 1578 scrisse Promos e Cassandra, dramma in versi, e nel 1582 l'Heptameron dei discorsi civili.